# Beborn Beton
A Beborn Beton 1989-ben alakult német szintipop-együttes Essenből. Első nagylemezük 1993-ban jelent meg. Legismertebb daluk az 1996-os "Im Innern Einer Frau" című, klubokban is rengeteget játszott sláger, amely legsikeresebb albumukon, a Nightfall-on szerepel. Nevükben a "Beborn" szónak nincs jelentése, a beton pedig arra a környezetre utal, ahol az együttes tagjai felnőttek.

## Tagok
- Stefan "Till" Tillmann – zeneszerző, szintetizátor, dobok
- Michael B Wagner – zeneszerző, szintetizátor
- Stefan Netschio – dalszerző, vokál

## Diszkográfia

### Nagylemezek
- Tybalt (1993)
- Twisted (1993)
- Concrete Ground (1994)
- Nightfall (1996)
- Tybalt (1997 - újra kiadás)
- Truth (1997)
- Another World (1997)
- Concrete Ground (1998 - újra kiadás)
- Poison (1999)
- Fake (1999)
- Fake Bonus (1999)
- Rückkehr zum Eisplaneten (2000)
- Tales from another world (2002)
- A Worthy Compensation (2015)